# Ерсел
Ерсел (нід. Eersel) — муніципалітет і місто у Нідерландах, у провінції Північний Брабант.

## Населені пункти муніципалітету
Крім міста Ерсел до складу однойменного муніципалітету входять села:
- Вессем
- Вінтелре
- Дейзел
- Кнегсел
- Стенсел

## Топографія
Нідерландська топографічна карта муніципалітету Ерсел, червень 2015 року

## Галерея

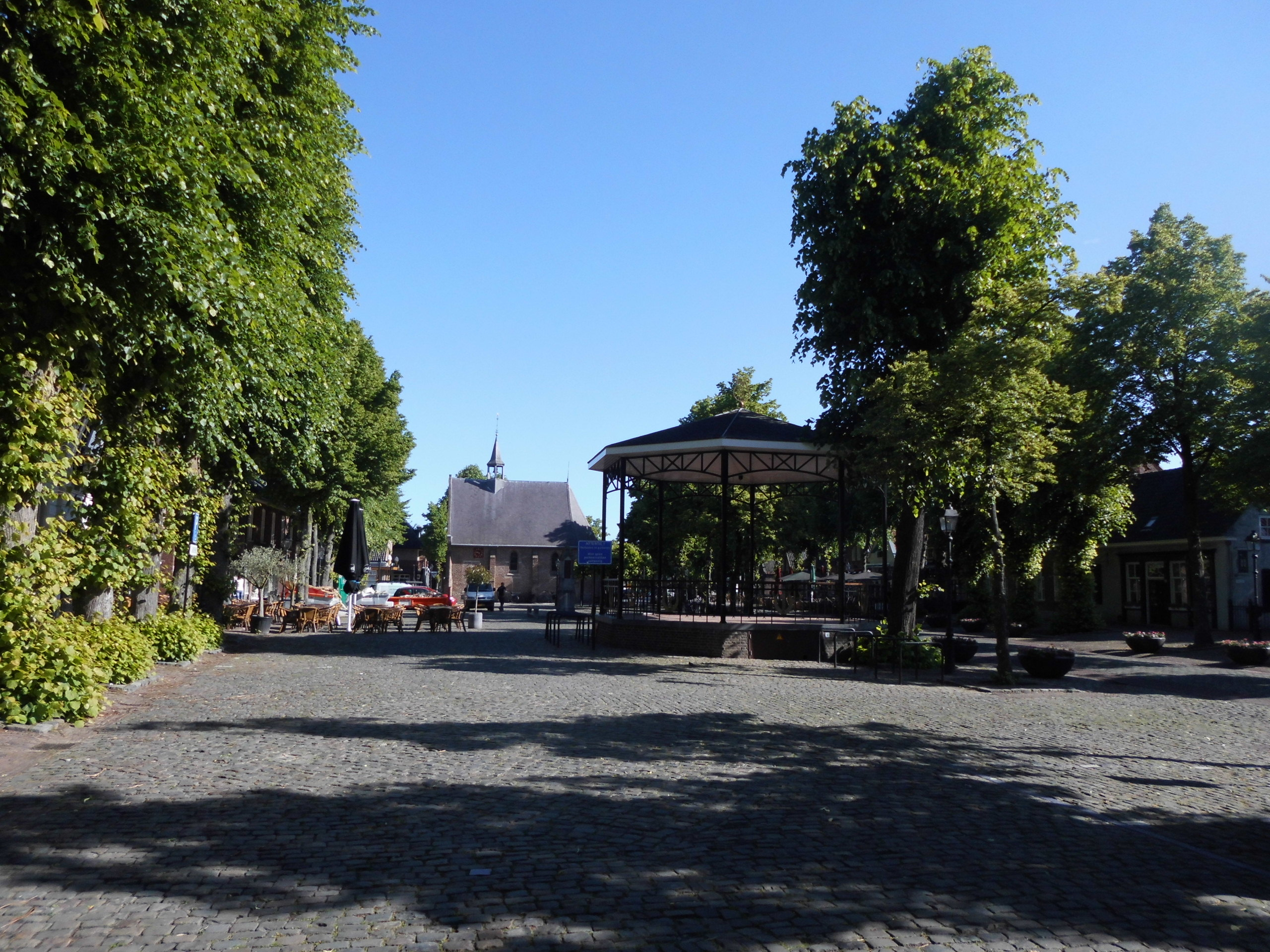
Центральна площа
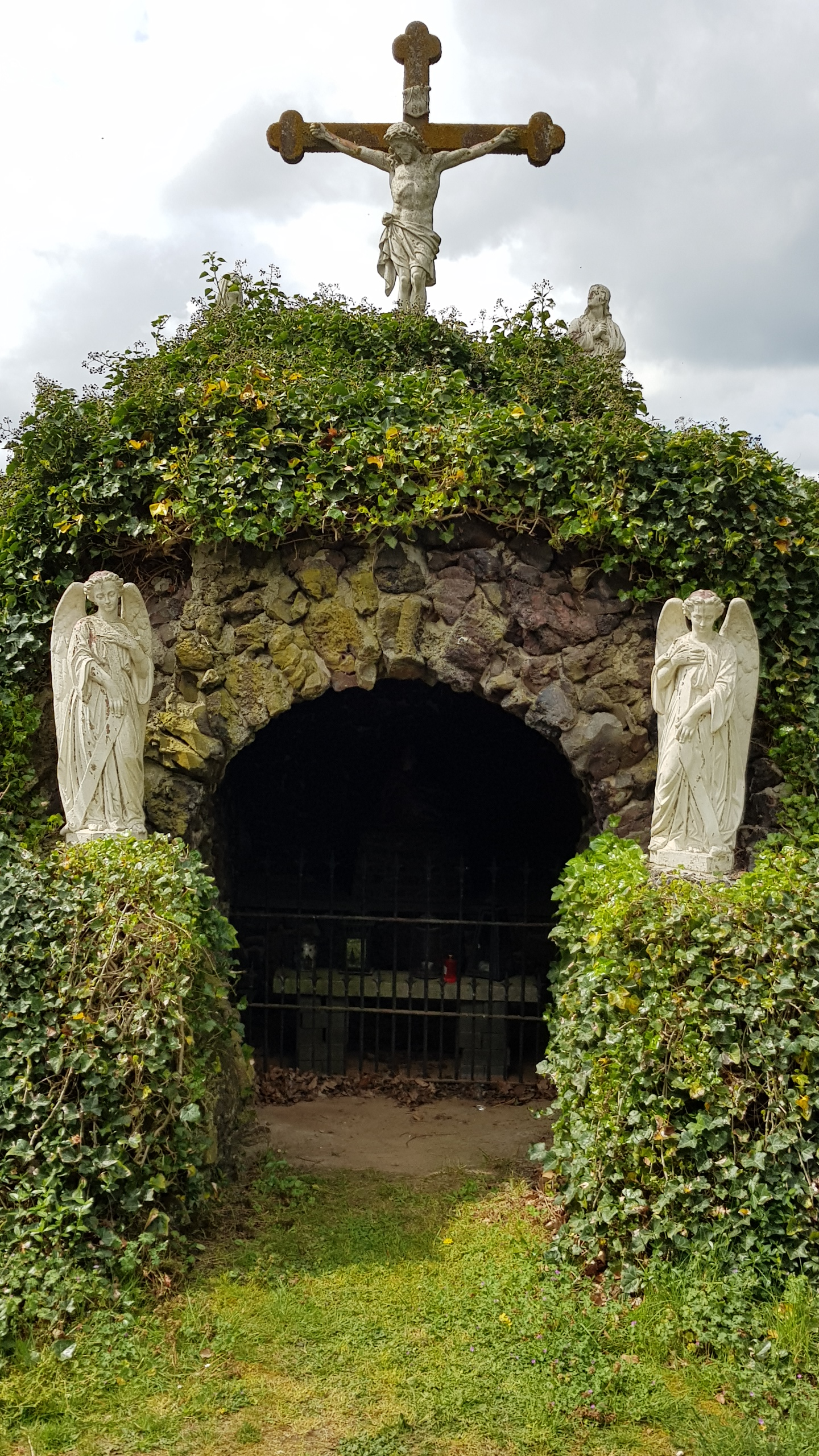
Каплиця
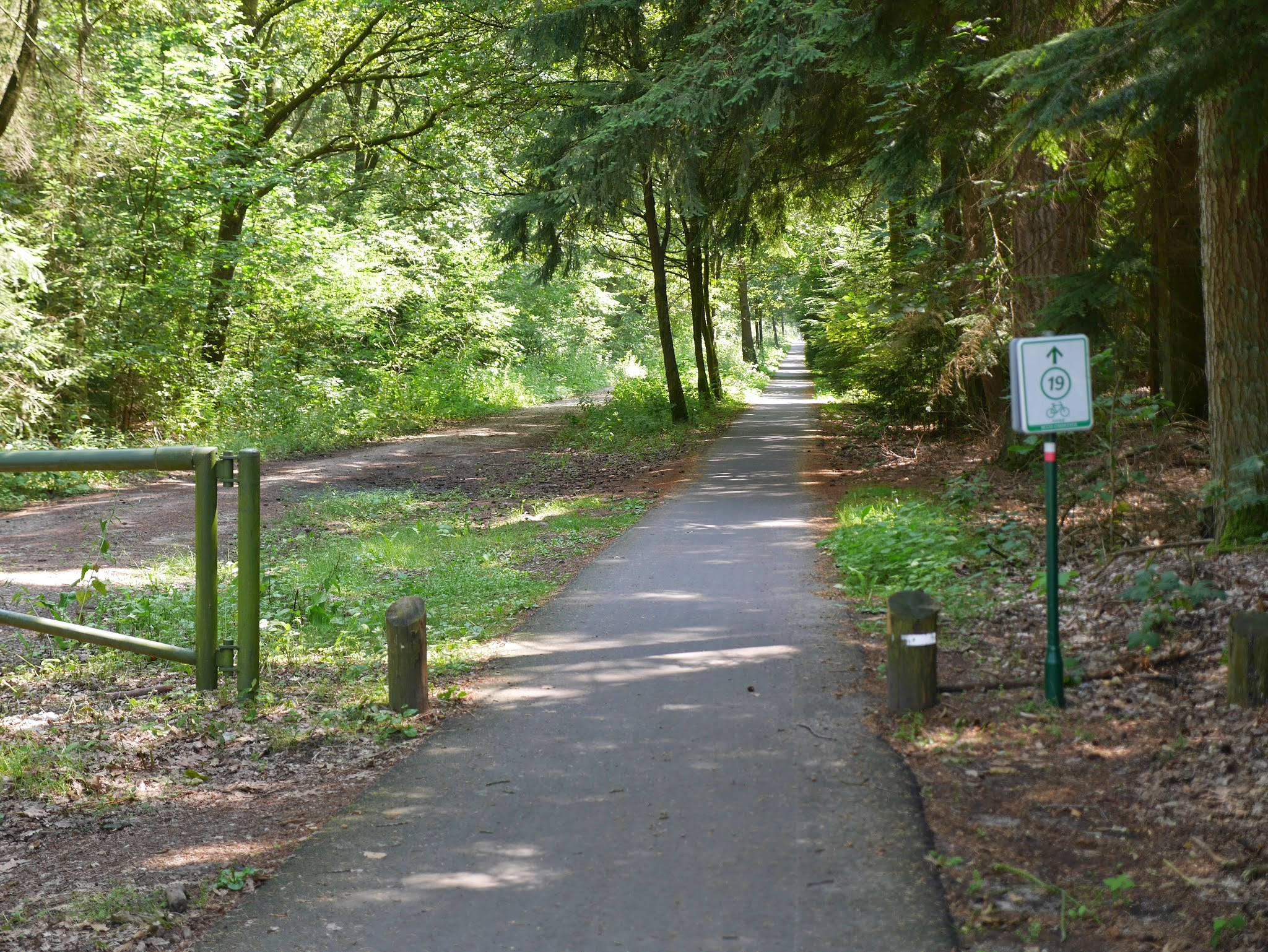
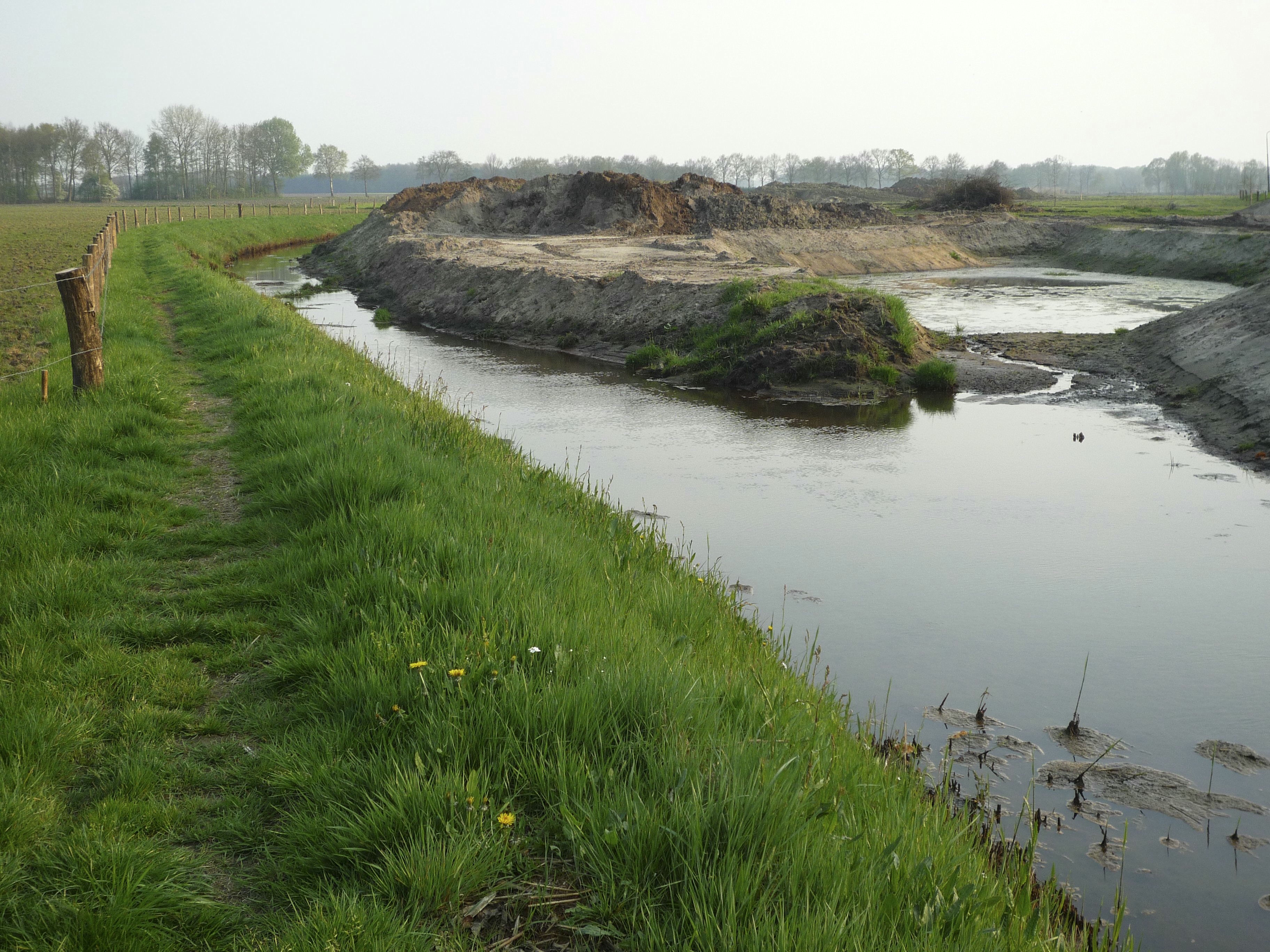